# Provinz Varese
Die Provinz Varese ist eine Provinz in der italienischen Region Lombardei. Zu ihren größten Gemeinden zählen Busto Arsizio, Cassano Magnago, Castellanza, Gallarate, Luino, Malnate, Samarate, Saronno, Somma Lombardo und Tradate. Sie wurde per 2. September 1927 durch ein Ministerialdekret gegründet. Der nördliche Teil um Varese gehörte vorher zur Provinz Como, der südliche zwischen Legnano und Gallarate zur Provinz Mailand.

## Größte Gemeinden
(Stand: 31. Dezember 2013)
| Gemeinde           | Einwohner |
| ------------------ | --------- |
| Busto Arsizio      | 81.744    |
| Varese             | 80.927    |
| Gallarate          | 52.455    |
| Saronno            | 39.422    |
| Cassano Magnago    | 21.647    |
| Tradate            | 18.500    |
| Somma Lombardo     | 17.684    |
| Caronno Pertusella | 17.246    |
| Malnate            | 16.876    |
| Samarate           | 16.129    |
| Cardano al Campo   | 14.768    |
| Luino              | 14.766    |
| Castellanza        | 14.265    |
| Olgiate Olona      | 12.346    |
| Fagnano Olona      | 12.340    |
| Lonate Pozzolo     | 11.890    |
| Sesto Calende      | 11.031    |
| Gerenzano          | 10.737    |
| Uboldo             | 10.574    |
| Induno Olona       | 10.418    |